# Giacciano con Baruchella
Giacciano con Baruchella – miejscowość i gmina we Włoszech, w regionie Wenecja Euganejska, w prowincji Rovigo.
Według danych na rok 2004 gminę zamieszkiwało 2255 osób, 125,3 os./km².